# Асенонкур
Асенонкур (фр. Assenoncourt) — коммуна на северо-востоке Франции в регионе Гранд-Эст (бывший Эльзас — Шампань — Арденны — Лотарингия), департамент Мозель, округ Сарбур — Шато-Сален, кантон Сарбур.
Площадь коммуны — 16,69 км², население — 135 человек (2006) с тенденцией к снижению: 117 человек (2013), плотность населения — 7,0 чел/км². Ранее входила в состав Лотарингии.

## Население
Численность населения коммуны в 2008 году составляла 139 человек, в 2012 году — 124 человека, а в 2013-м — 117 человек.
| 1962 | 1968 | 1975 | 1982 | 1990 | 1999 | 2006 | 2008 | 2012 | 2013 |
| ---- | ---- | ---- | ---- | ---- | ---- | ---- | ---- | ---- | ---- |
| 178  | 178  | 171  | 161  | 141  | 119  | 135  | 139  | 124  | 117  |

Динамика населения:

## Экономика
В 2010 году из 80 человек трудоспособного возраста (от 15 до 64 лет) 64 были экономически активными, 16 — неактивными (показатель активности 80,0 %, в 1999 году — 68,5 %). Из 64 активных трудоспособных жителей работали 56 человек (31 мужчина и 25 женщин), 8 числились безработными (трое мужчин и 5 женщин). Среди 16 трудоспособных неактивных граждан 5 были учениками либо студентами, 7 — пенсионерами, а ещё 4 — были неактивны в силу других причин.